# لوئیز الیزابت ویژ لوبرن

ملکهٔ فرانسه، ماری آنتوانت و شاهزادگان، نام اثر پُرتره‌ای از لوئیز الیزابت ویژه لوبرن، نقاش برجستهٔ فرانسوی سده ۱۸ میلادی است. اثر، ملکهٔ فرانسه و فرزندانش را به تصویر کشیده‌است.

لوئیز الیزابت ویژ لوبرَن (Louise Élisabeth Vigée Le Brun) نقاش فرانسوی و زاده پاریس بود. او را به نام مادام لوبرن نیز می‌شناسند. او موفق‌ترین و گران‌ترین نقاش پرتره قرن هجدهم بود.
لو برون، نقاش با استعدادی که به خاطر شوخ طبعی و زیبایی‌اش شهرت داشت، در سنین نوجوانی آتلیه خود برای کشیدن پرتره را دایر کرد در سن ۲۳ سالگی اولین تابلو از مجموعه پرتره‌هایش از ماری آنتوانت را کشید. دخالت مستقیم ملکه فرانسه باعث شد بالاخره لو برون به آکادمی سلطنتی راه یابد. او به خاطر ازدواجش با شارل لو برون، دلال آثار هنری، از ورود به آن محروم شده بود.

تماس او با خانواده سلطنتی مجبورش کرد در جریان انقلاب فرانسه از آن کشور بگریزد. در ۱۲ سال بعد او به نقاشی کردن پرتره چهره‌های بزرگ اروپا ادامه داد. قبل از بازگشت به فرانسه ۶ سال در دربار کاترین کبیر در سن پترزبورگ زندگی کرد. او زندگی طولانی و خوشبختی داشت و در سن ۸۶ سالگی درگذشت.

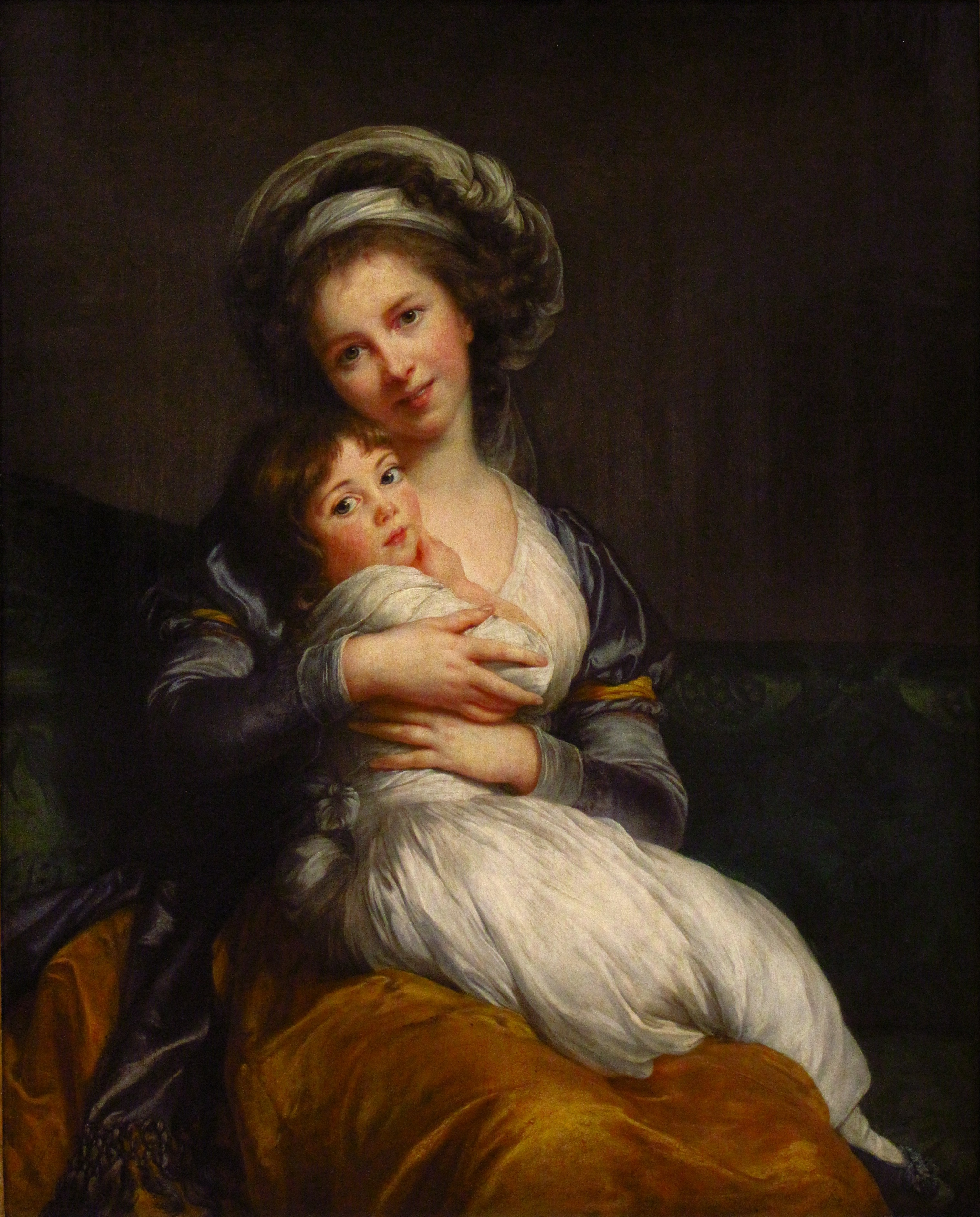
خودنگاره نقاشی از خودش و دخترش، ۱۷۸۶

## نگارخانه

تعدادی
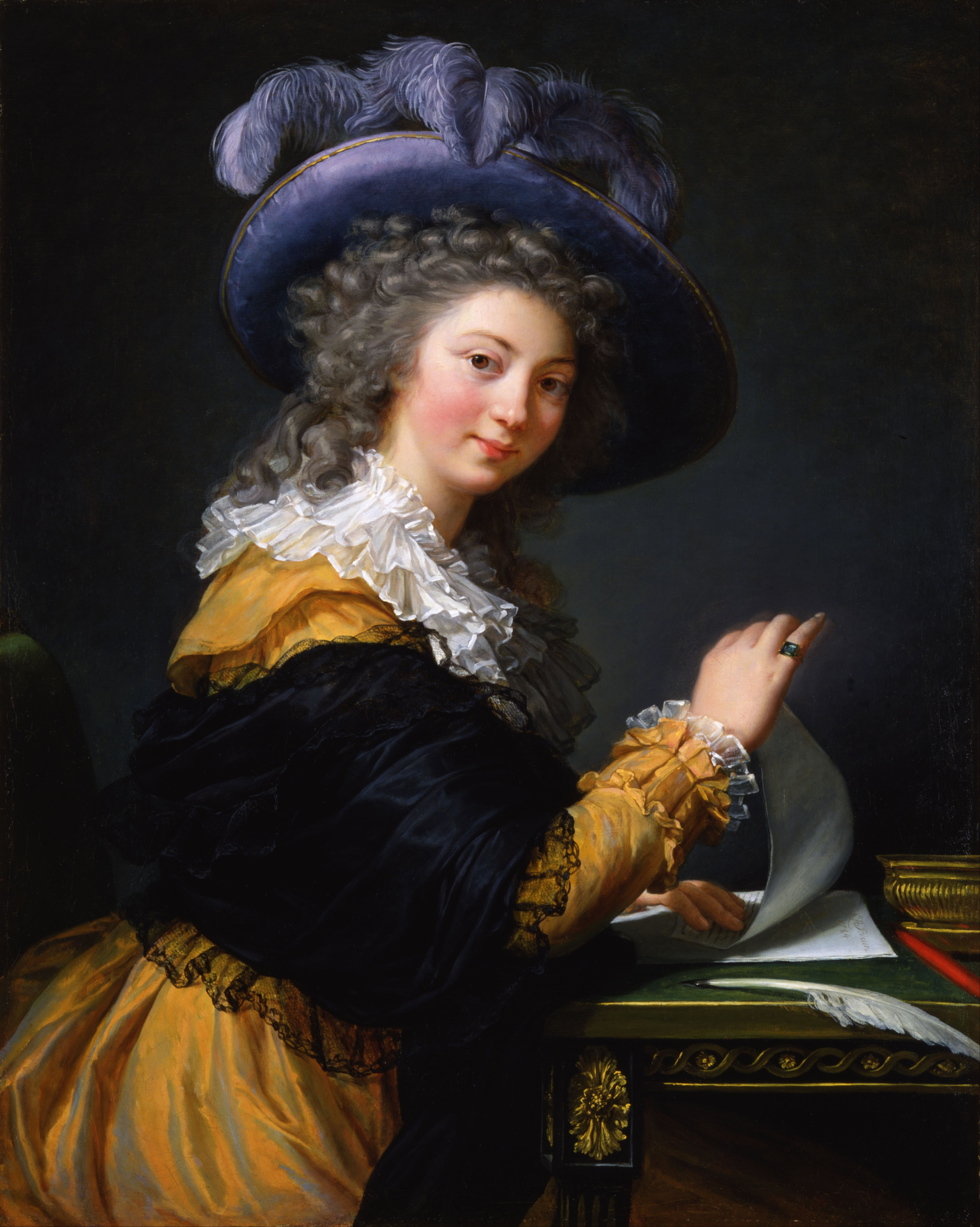
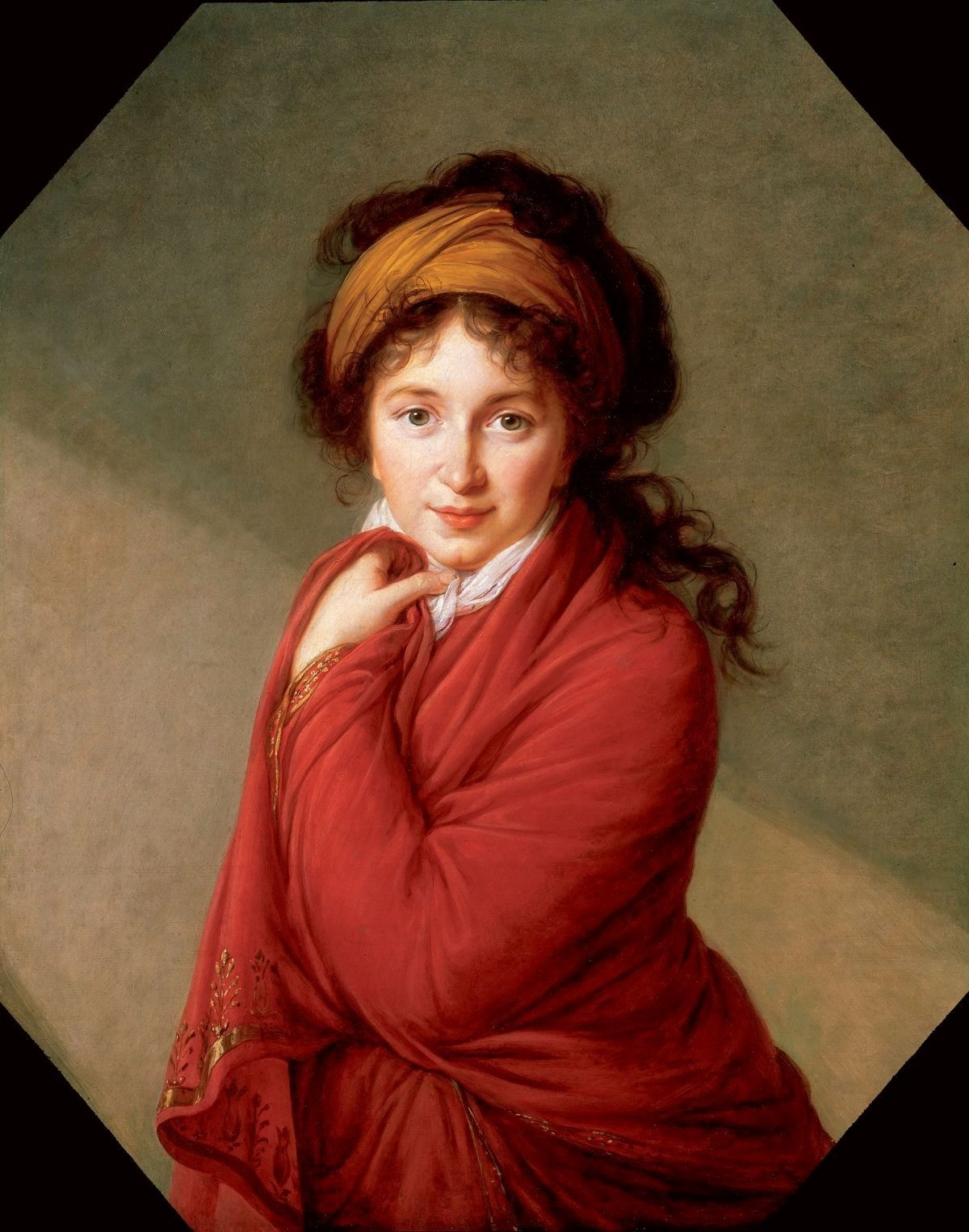
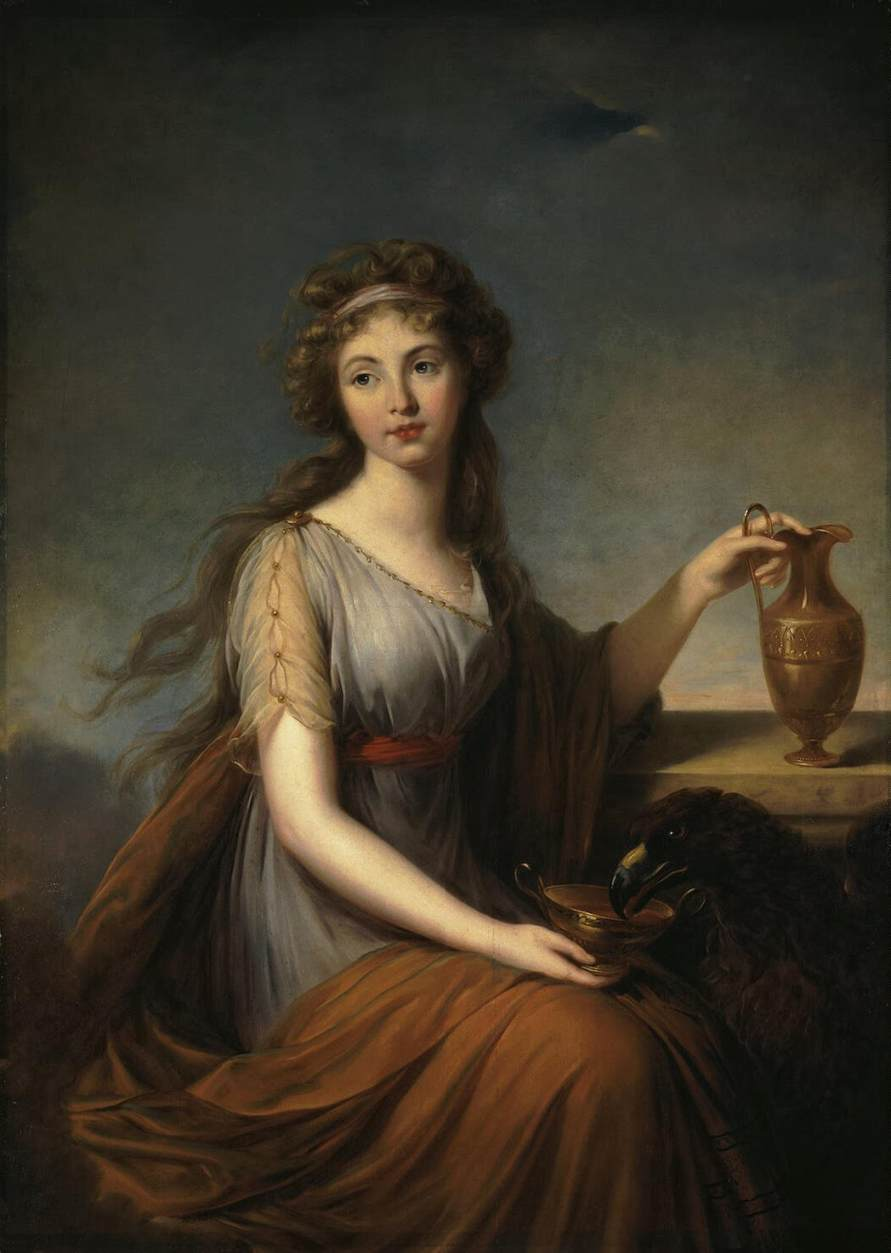
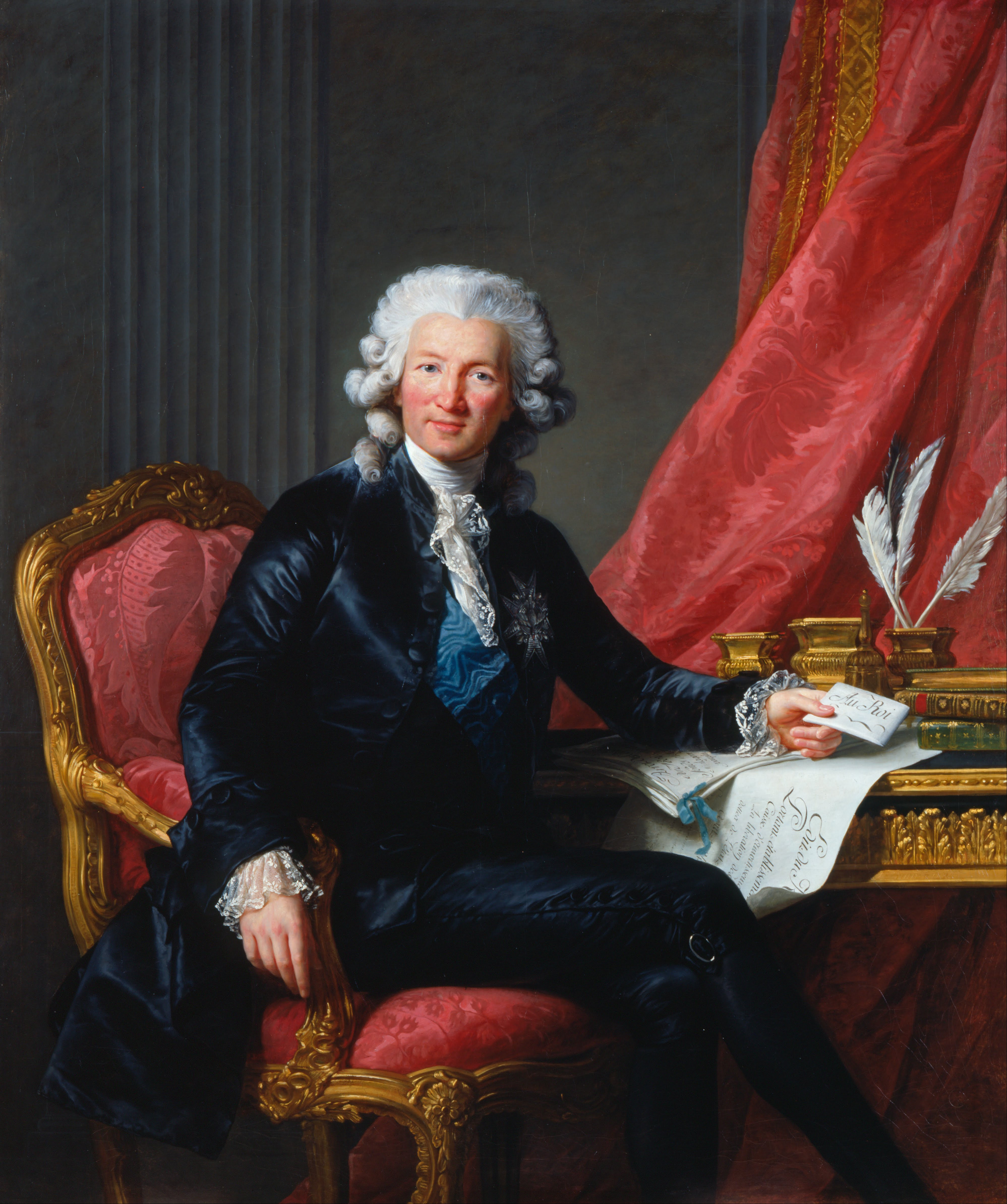
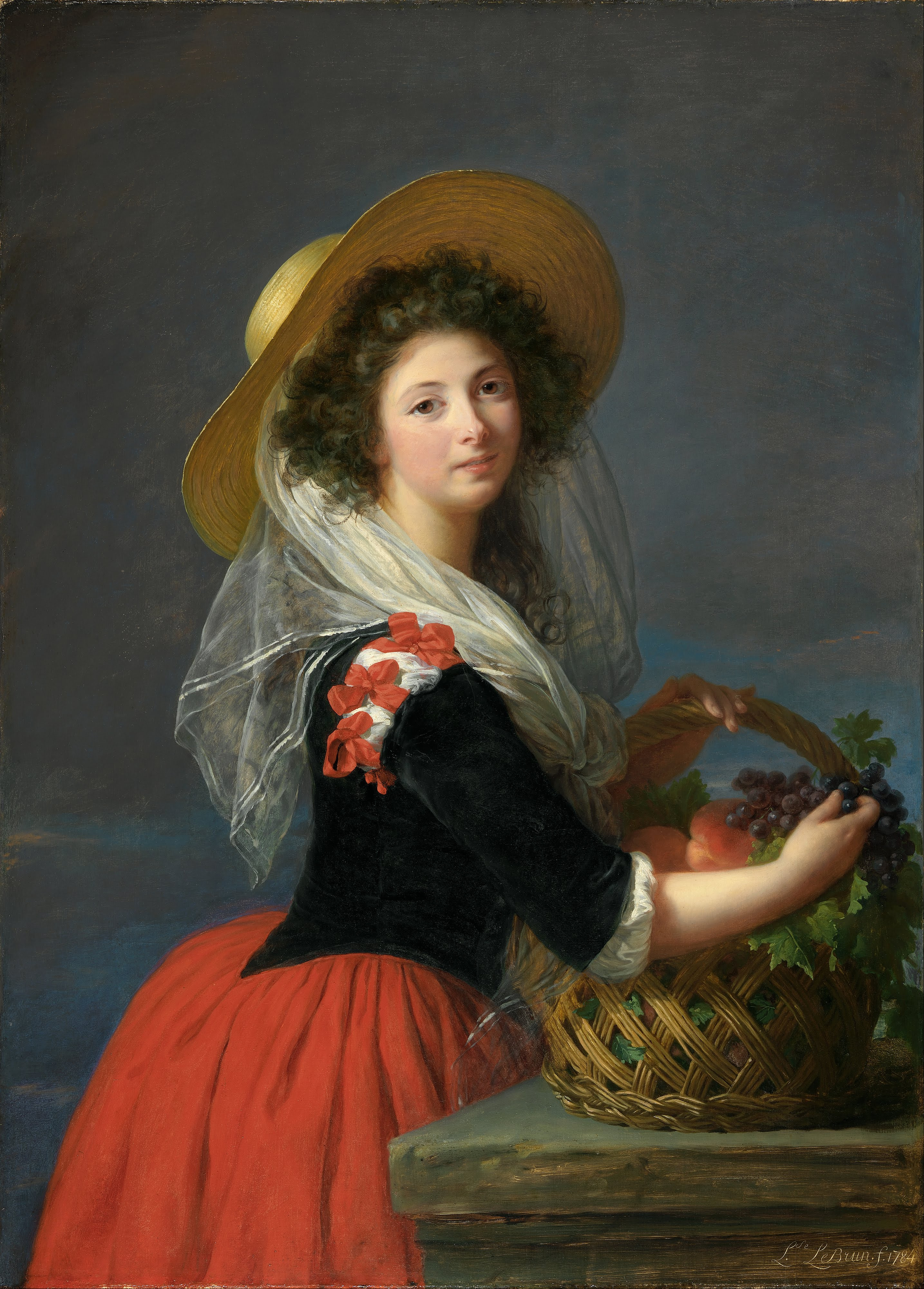
پُرترهٔ ماری گابریل دِ گرامونت، دوشِس کادروس
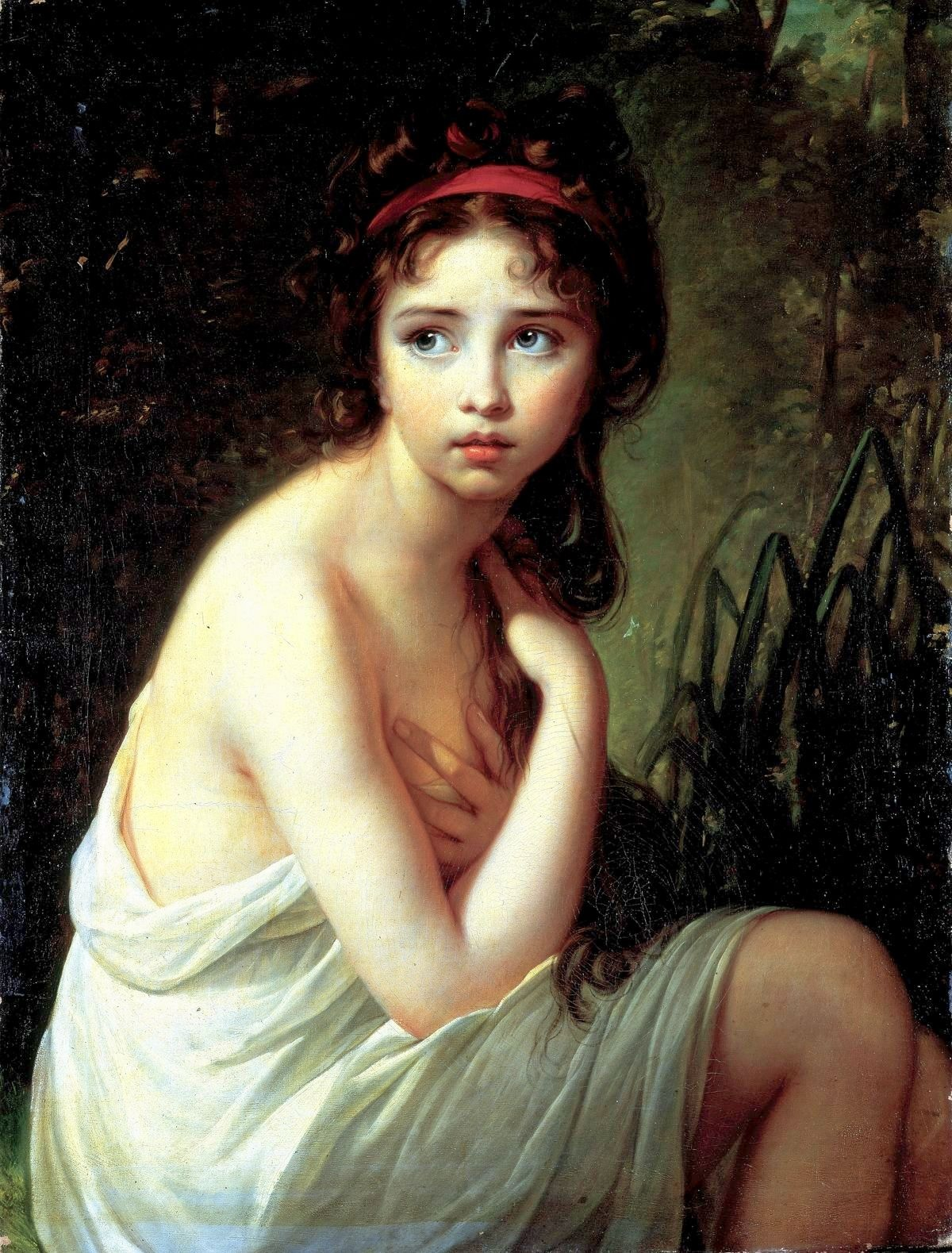
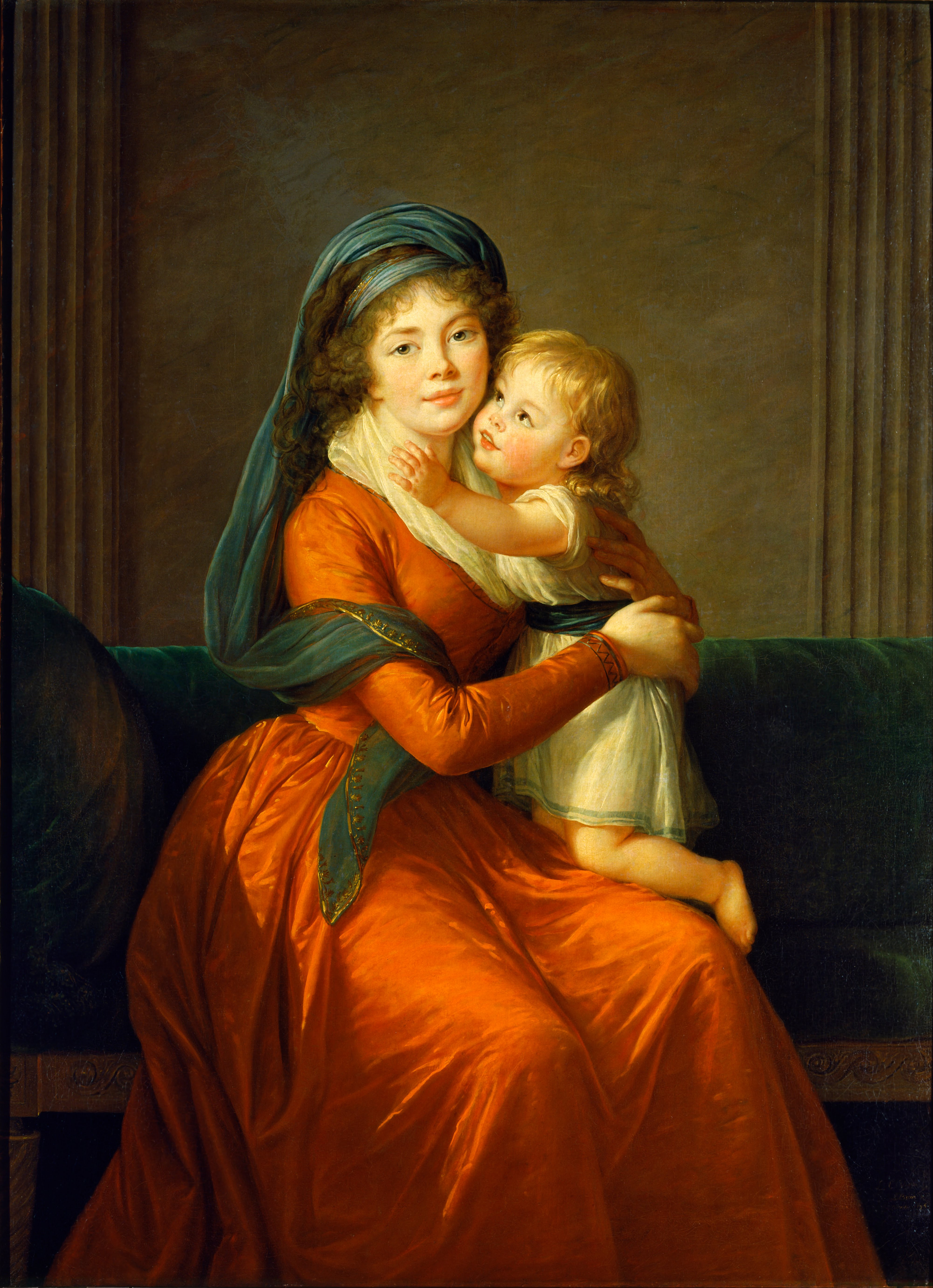
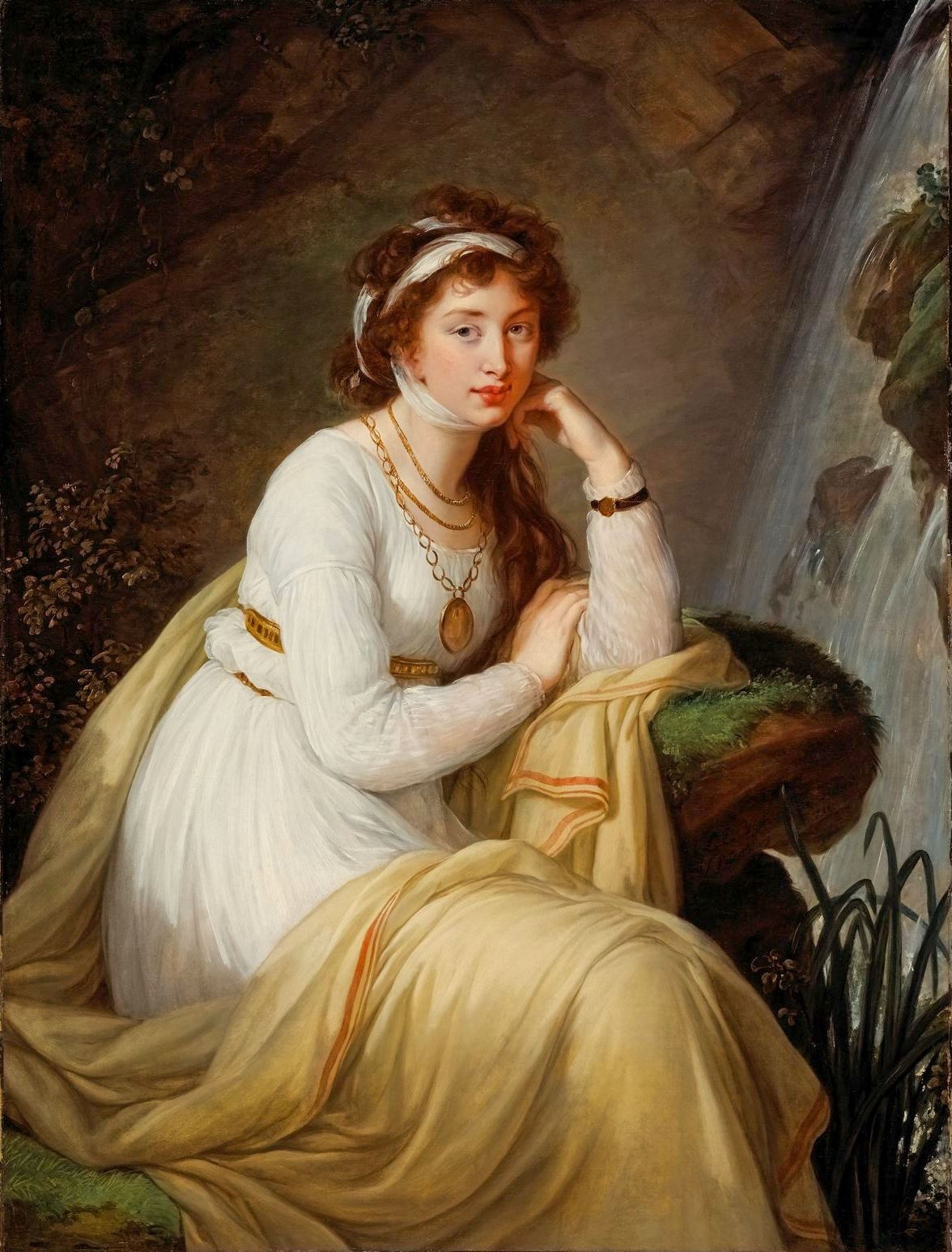
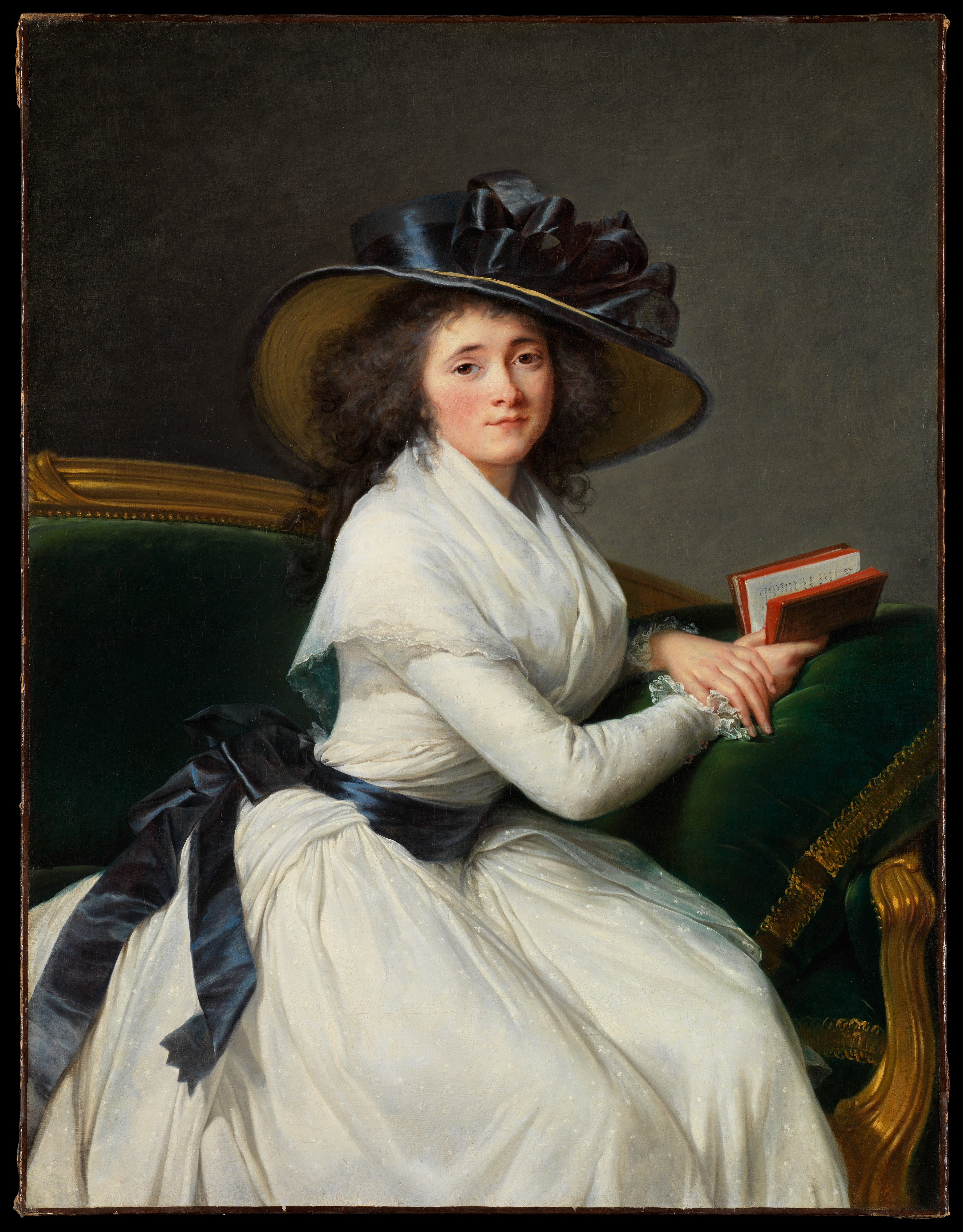
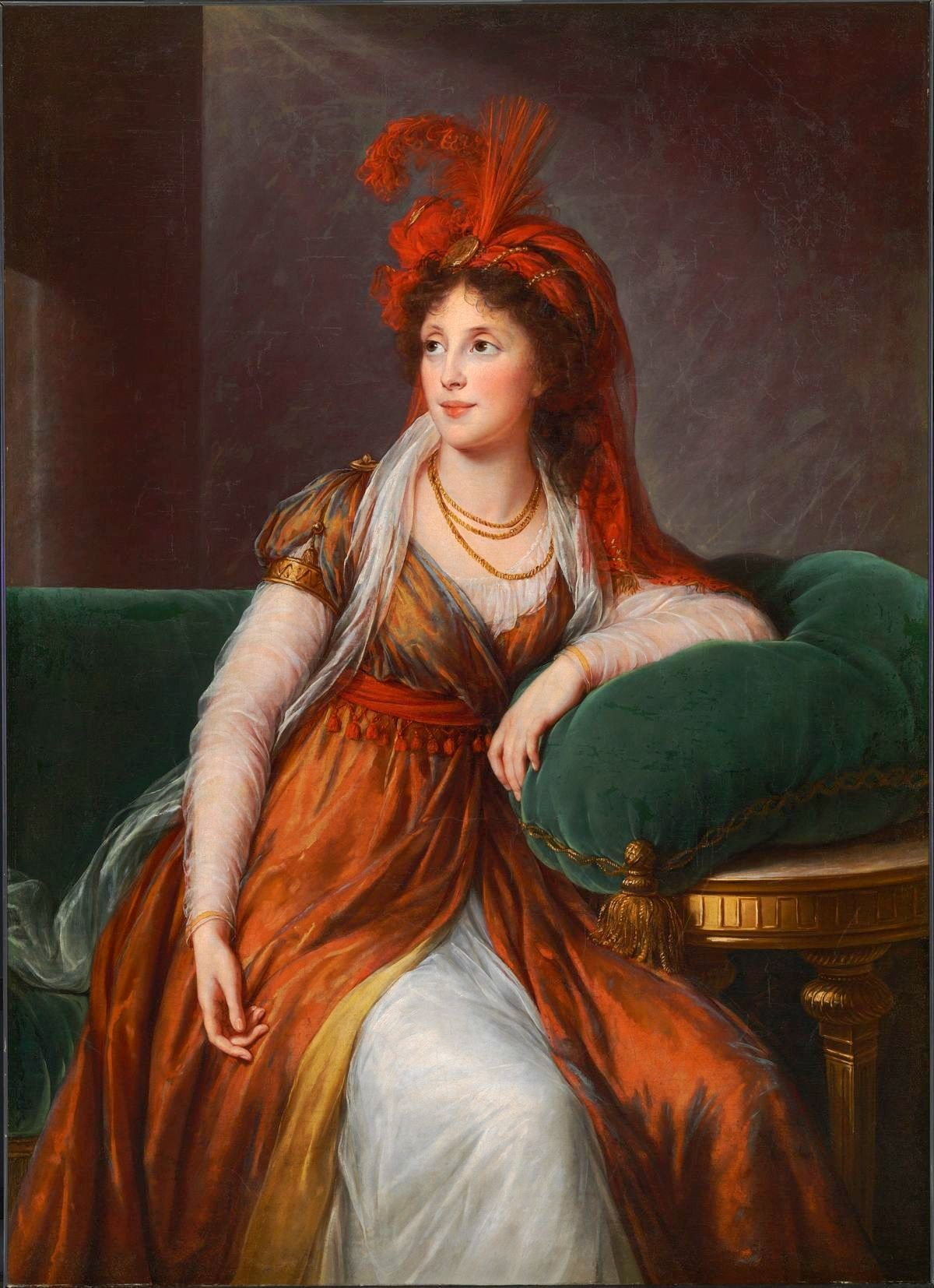
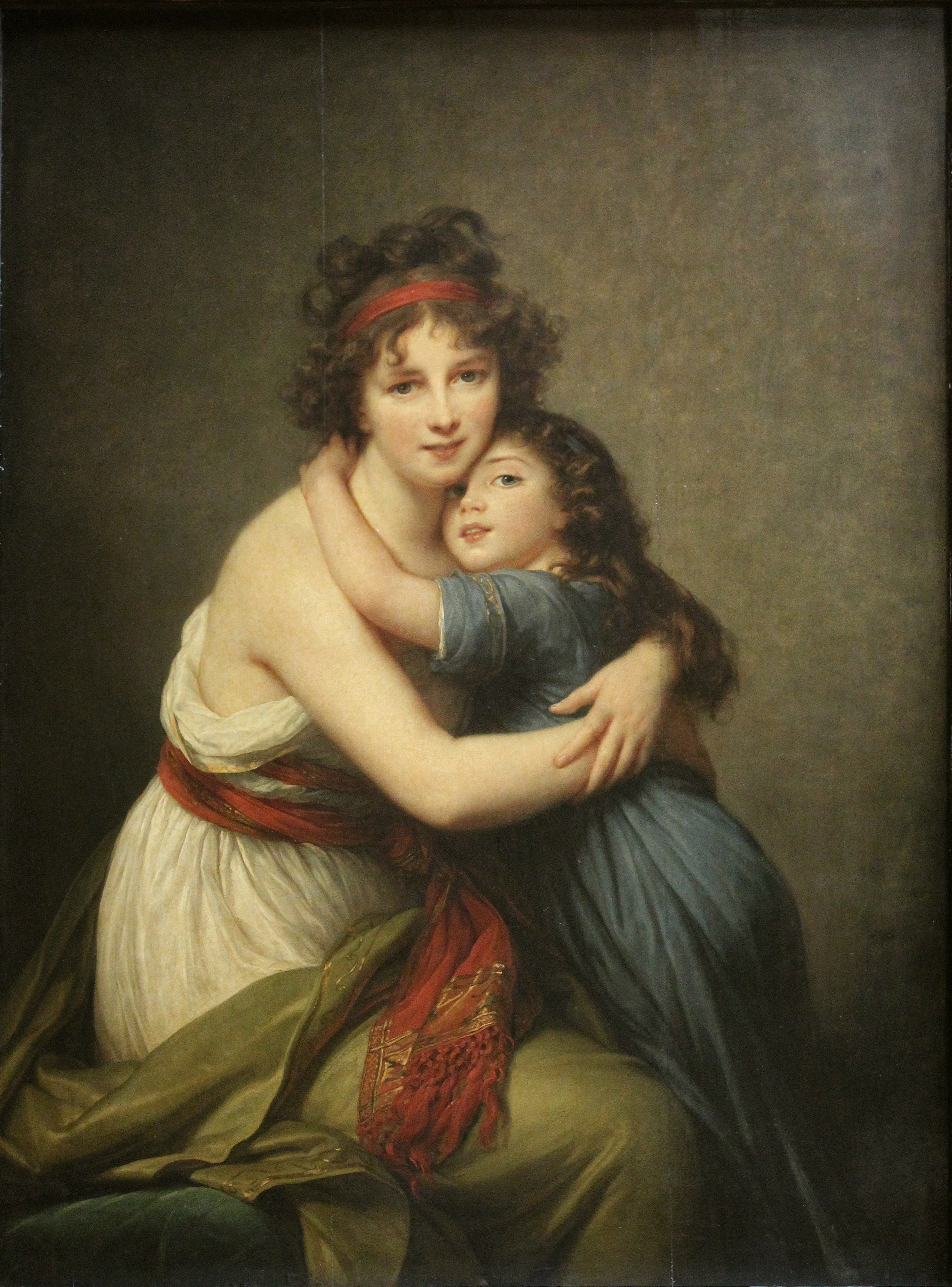
۱۷۸۴ م.
موزه هنر نلسون اتکینز